# 陳敏 (音樂家)
陳敏（1968年12月13日—），出生於江蘇蘇州，上海出身的二胡演奏家。

## 來歷
自幼年時起便跟隨在上海音樂學院授課的父親，陳龍章學習二胡。母親是越劇女演員。
就讀上海戲曲學校專攻二胡畢業後，在上海越劇院交響樂團擔任主音二胡演奏家。此外，在上海越劇院學習戲劇課程，並在上海電視台飾演了電視劇主角等。
1991年赴日，在唸完了兩年語言學校後，1993年就讀共立女子大學，1997年畢業。在共立女子大學專攻日本文化。
留學以後，亦在日本開展了演奏活動，1998年6月24日以發售專輯『鳥の歌』（鳥之歌）CD出道。2001年因發售專輯『I wish – 我願 –』備受矚目。2003年獲得『第17屆日本金唱片大獎』特別獎。
亦參與了電影『黄昏清兵衛』（獲得『第76屆奧斯卡金像獎』外語作品獎提名作品）、NHK特集『アジア古都物語』（亞洲古都物語）（2002年，NHK）、中日恢復邦交30週年記念節目『桂林　天下の絶景を行く』（桂林　前往天下絕景）（2002年，NHK）、動畫『火之鳥』（2004年，NHK）、電視劇特集『李香蘭』（2007年，東京電視台）、大河劇『風林火山』紀行（2007年，NHK）等音樂。
除了自身的演奏活動外，與Sarah Brightman、石井龍也、渡邊美里、松本孝弘（B'z）、一青窈、ZARD、林明日香、谷村新司、坂本龍一等藝人及捷克愛樂樂團共演。

## 作品列表

### 專輯
|      | 名稱                                                                 | 發售日         | 唱片公司     | 產品編號   |
| ---- | -------------------------------------------------------------------- | -------------- | ------------ | ---------- |
| 1st  | 鳥の歌（鳥之歌）                                                     | 1998年6月24日  | 日本皇冠     | CRCI-20343 |
|      | 夢上海                                                               | 1999年12月18日 | 自主製作版   | CH0001     |
| 2nd  | I wish – 我願 –                                                      | 2001年6月20日  | 東芝EMI      | TOCT-24611 |
| 3rd  | My Story – 我的故事 –                                                | 2002年5月16日  | 東芝EMI      | TOCT-24806 |
| 4th  | i Love – 我聞 –                                                      | 2003年5月14日  | 東芝EMI      | TOCT-25028 |
| 5th  | MOON -月亮心-                                                        | 2004年5月26日  | 東芝EMI      | TOCT-25374 |
| 6th  | 恋衣（戀衣）                                                         | 2005年11月9日  | 東芝EMI      | TOCT-25851 |
| 7th  | 祈り ～two as one～（祈禱 ～two as one～）                           | 2007年2月14日  | 東芝EMI      | TOCT-26203 |
| 8th  | Wings～The Best of Chen Min～                                        | 2007年10月3日  | 東芝EMI      | TOCT-26367 |
| 9th  | Chen Min                                                             | 2009年7月15日  | 波麗佳音     | PCCR-00480 |
| 10th | Affection～探幽～                                                    | 2010年7月7日   | 波麗佳音     | PCCR-00494 |
| 11th | Homage to Divas ～歌姫たちに捧ぐ～（Homage to Divas ～獻給歌姬們～） | 2013年3月13日  | Sony Music   | SME-362251 |
| 12th | My Place〜我尋〜                                                     | 2016年6月1日   | Mion Records | MION-3031  |
| 13th | Weave〜天籟之紬〜                                                    | 2019年6月19日  | Mion Records | MION-3032  |

### DVD
- Concert Tour i love （2004年5月26日） TOBF-5310

## 電視出演
- ニーハオ 二胡! チェンミンと弾こう（日语：あなたもアーティスト）（2010年3月31日 - 5月26日，NHK教育） - 講師
- グラン・ジュテ 私が跳んだ日（日语：グラン・ジュテ 私が跳んだ日）（2011年6月16日，NHK教育）
- 土曜マルシェ（日语：土曜マルシェ）（2011年6月18日，NHK綜合頻道（關東地區））

## 腳註

### 出典
1. 1 2  . Chen Min official website.   [2020-07-12]. （原始内容存档于2020-06-17）.

## 外部連結
- Chen Min official website – 二胡奏者 チェンミンHP （页面存档备份，存于）
- ポニーキャニオンによるプロフィール，存于
- チェンミン オフィシャルブログ （页面存档备份，存于）
- 陳敏的Facebook專頁
- チェンミンの音楽園（オトラクエン）二胡教室やボディをエレガントにするいろいろなworkshop Studio （页面存档备份，存于）